# راشد بن أحمد المعلا
راشد بن أحمد بن راشد بن أحمد بن عبد الله المعلا (1932 - 2 يناير 2009)، حاكم إمارة أم القيوين وعضو المجلس الأعلى للاتحاد بدولة الإمارات العربية المتحدة من 22 فبراير 1981 وحتى وفاته في 2 يناير 2009.

## حياته
ولد في حصن أم القيوين عام 1932، اهتم والده بتحفيظه القرآن الكريم وصحبه معه في مجالسه. اختاره والده وليا للعهد في أم القيوين وأسند اليه رئاسة البلدية وذلك بعام 1968.
كان الشيخ راشد أحد الموقعين على الدستور المؤقت لدولة الإمارات العربية المتحدة بصفته ولياً للعهد ونائبا لحاكم أم القيوين في 2 ديسمبر 1971 نيابة عن والده الشيخ أحمد بن راشد المعلا حاكم إمارة أم القيوين آنذاك.
تولى حكم أم القيوين في 22 فبراير 1981، وعمل في فترة حكمه على تطوير الإمارة من خلال تنفيذ العديد من المشاريع التي أسهمت في دفع عجلة الحياة إلى الأمام، وبذل جهود كبيرة من أجل أن تتوفر بالإمارة الخدمات التي تسهم في توفير سبل الحياة الكريمة للجميع.

## زوجاته وأبنائه
تزوج الشيخ راشد من الشيخة شيخة بنت علي بن حمد المعلا وأنجب منها إبنة واحدة:
- شيخة (متزوجة من الشيخ عبد العزيز المعلا).

وتزوج من الشيخة حصة بنت حميد الشامسي ابنة حاكم الحمرية سابقاً وشقيقه الشيخ هادف بن حميد الشامسي (شيخ الشوامس) وأنجب منها:
- سعود بن راشد: (عضو المجلس الأعلى حاكم إمارة أم القيوين متزوج من الشيخة سمية بنت صقر القاسمي شقيقة حاكم رأس الخيمة).[4]
- خالد بن راشد: (رئيس الديوان الأميري في أم القيوين متزوج من الشيخة هدى بنت عبد الله بن أحمد المعلا)
- مكتوم بن راشد: (مدير مكتب ولي العهد متزوج من الشيخة نورة الشامسي)
- سيف بن راشد: (رئيس دائرة الثقافة والإعلام في أم القيوين متزوج من الشيخة نورة بنت محمد بن سهيل آل مكتوم)
- آمنة بنت راشد: (متزوجة من الشيخ محمد بن سلطان بن أحمد المعلا)
- عائشة بنت راشد: (متزوجة من الشيخ عبد الله بن محمد المعلا)
- موزة بنت راشد: (متزوجة من الشيخ إبراهيم بن أحمد بن حمد المعلا)
- ميرة بنت راشد: (متزوجة من الشيخ ناصر بن راشد المعلا)
- جميلة بنت راشد
- فاطمة بنت راشد: (متزوجة من الشيخ سعود بن حميد بن أحمد المعلا)

تزوج من الشيخة شمسة الماجد (توفيت في 24 مايو 2021) شقيقة جمعة الماجد وأنجب منها:
- محمد بن راشد: (متزوج من الشيخة بسمة بنت حميد بن أحمد المعلا)
- عبدالله بن راشد: (نائب حاكم إمارة أم القيوين)
- علي بن راشد: (متزوج من الشيخة نورة بنت سعيد المعلا)
- مروان بن راشد: (متزوج من الشيخة مريم بنت سعيد بن طحنون ال نهيان).
- عهود بنت راشد: (متزوجة من الشيخ فيصل بن محمد المعلا).
- خلود بنت راشد: (متزوجه من الشيخ بطي بن مكتوم بن جمعه آل مكتوم)
- عنود بنت راشد: (متزوجه من الشيخ فيصل بن عبد الله بن أحمد المعلا)
- لبنى بنت راشد